# Xã Highland, Quận Muskingum, Ohio
Xã Highland (tiếng Anh: Highland Township) là một xã thuộc quận Muskingum, tiểu bang Ohio, Hoa Kỳ. Năm 2010, dân số của xã này là 823 người.